# Yogi: Wielkanocny Miś
Yogi: Wielkanocny Miś (ang. Yogi the Easter Bear) – amerykański film animowany.
Film był dawniej emitowany w Cartoon Network w Kinie Cartoon Network.

## Opis fabuły
Wielkanocny Zajączek zostaje porwany przez bandę łobuziaków. Na poszukiwanie Wielkanocnego Zajączka wyruszają Miś Yogi i jego przyjaciel Bubu, bez którego nie może odbyć się żaden festyn.

## Obsada
- Greg Burson – Miś Yogi
- Don Messick –
  - Bubu,
  - Strażnik Smith
- Charlie Adler – Paulie
- Gregg Berger – Clarence
- Marsha Clark – Strażniczka
- Jeff Doucette – Ernest
- Rob Paulsen –
  - Wielkanocny Zajączek,
  - Strażnik
- Jonathan Winters – Strażnik Mortimer

## Wersja polska
Reżyseria: Paweł Galia